# Бібліотека Мазаріні
Бібліотека Мазаріні (фр. Bibliothèque Mazarine) — найстаріша публічна Бібліотека Франції, знаходиться в Парижі .

## Історія
Бібліотека спочатку була приватним зібранням книг кардинала Мазаріні (1602—1661), відомого своїм бібліофільством. Після втечі Мазаріні з Парижа під час Фронди його перша бібліотека була втрачена. Повернувшись до Парижа, він взявся заново збирати колекцію.
У 1643 до бібліотеки отримали доступ вчені, а в 1661, після смерті Мазаріні, за його заповітом бібліотека перейшла у власність Колежу чотирьох націй.
У 1682 бібліотека відкрилася в східному крилі будівлі коледжу, в якому з 1805 також розміщується Інститут Франції.
Під час Французької революції чимала колекція з 60 000 томів поповнилася за рахунок книг, конфіскованих у дворянства й церкви. Тоді ж бібліотека стала публічною.

## Колекції
Сьогодні бібліотека нараховує 600 000 томів, з яких 200 000 томів становлять надзвичайно рідкісні та давні видання. Сучасні фонди охоплюють всі основні теми з історії, зокрема історії релігій, історії літератури та історії культури Середньовіччя, а також історії книги, історії Франції й регіональної французької історії.
Бібліотечні фонди налічують 4 639 рукописів (з який 1 600 середньовічних) та 2 370 інкунабул. У колекції бібліотеки знаходиться один із примірників Біблії Гутенберга, відома як Біблія Мазаріні.

## Література

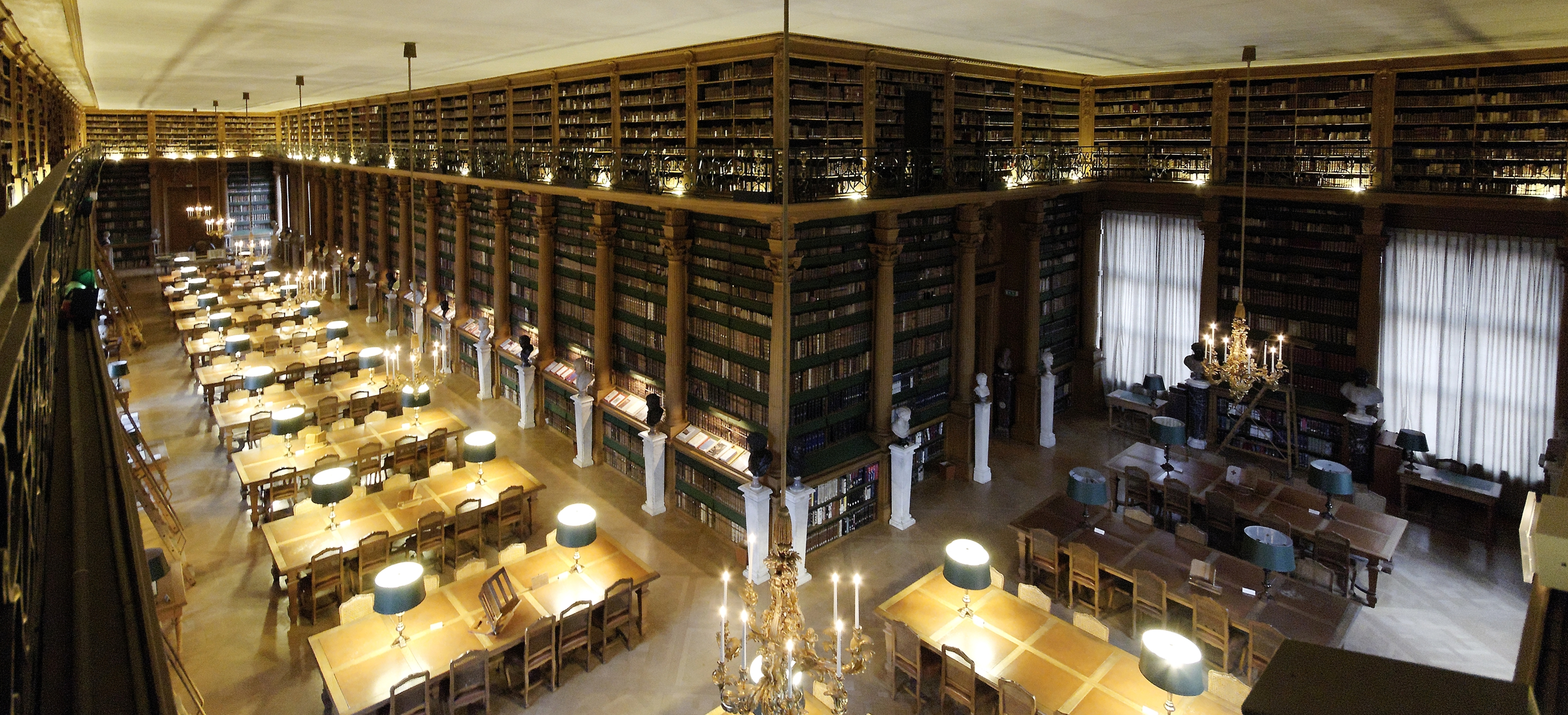
Читальний зал бібліотеки Мазаріні